# Загорулько, Максим Матвеевич
Макси́м Матве́евич Загору́лько (23 августа 1924, станица Старонижестеблиевская Кубанского округа Юго-Восточной области РСФСР — 2 февраля 2021, Волгоград) — советский и российский учёный, доктор экономических наук (1976), профессор (1976), заслуженный деятель науки Российской Федерации (1994), ректор Волгоградского государственного педагогического института (1971—1980) и Волгоградского государственного университета (1980—1995), председатель Общественной палаты Волгоградской области, почётный житель города-героя Волгограда, участник Великой Отечественной и Советско-японской войн, участник Сталинградской битвы.

## Биография
Был старшим сыном в многодетной казачьей семье. С 15 марта 1930 стал членом семьи врага народа: отец Матвей Степанович был осуждён по статье 58-II УК за участие в повстанческой организации. Матвей Загорулько со всей семьёй был выслан в село Дивное Ставропольского края, которое входило в Дивненскую спецзону.

### Участие в Великой Отечественной войне
В 1941 году вместо учёбы в десятом классе средней школы Загорулько был направлен вместе с ровесниками на строительство оборонительных рубежей. В 1942 молодые люди 1924 года рождения были призваны в ряды РККА. В этом же году вступил в комсомол. Молодой командир отделения был участником Сталинградской битвы, но в первом бою был контужен и попал в госпиталь. После ранения попал в школу снайперов, по окончании которой был оставлен при штабе школы так как имел каллиграфический почерк. Пребывание в снайперской школе было прервано обострением после контузии. В госпитале Загорулько настоял на отправке в действующую армию. После ускоренного обучения в Саратове был распределён в самоходный артиллерийский полк наводчиком орудия. После обучения попал в 7-й механизированный корпус с которым прошёл боевой путь от Днепра до Будапешта и принял участие в Хингано-Мукденской наступательной операции. В ходе боевых действий был легко ранен, пять раз горел в боевой машине, после одного из боёв в его семью была отправлена похоронка. Во время Великой Отечественной войны сержант Загорулько был принят в ряды ВКП(б). Войну старший сержант Загорулько закончил в Порт-Артуре, демобилизовался в 1947 году.

### Учёба и переезд в Смоленск
Сразу по возвращении домой Загорулько был направлен на должность секретаря Апанасенковского райкома ВЛКСМ. Осенью 1947 поступил на исторический факультет Ставропольского пединститута, где на первом курсе встретил Викторию Гавриловну Березовскую, которая вскоре стала его женой. В 1953 защитил диссертацию «Роль электрификации в организационно-хозяйственном укреплении колхозов» на соискание степени кандидата экономических наук.
С 1955 года работал в Смоленске в пединституте, где был старшим преподавателем, доцентом, деканом историко-филологического факультета. С 1957—1958 был кандидатом в члены Смоленского обкома КПСС, с 1959 года стал заведующим лекторской группой Смоленского обкома КПСС. С 1961 по 1962 год временно исполнял обязанности заведующего кафедрой педагогического института в Смоленске.

### Работа в Волгограде
Фронтовая контузия оказала сильное влияние на здоровье Загорулько, и он по настоянию врачей принял решение о переезде в Волгоград. С 1962 года доцент Загорулько был заведующим кафедрой политэкономии в Волгоградском политехническом институте. В 1960-е годы обращался к теме экономики фашистского оккупационного режима на территории СССР, а в 1970 вышла монография (в соавторстве с А. Ф. Юденковым) «Крах экономических планов фашистской Германии на временно оккупированной территории СССР». В том же году Загорулько был награждён медалью «За доблестный труд».
В 1971 году стал ректором Волгоградского государственного педагогического института. В 1972 был избран членом Волгоградского горкома КПСС, а в 1973 стал депутатом Волгоградского горсовета. В 1975 защитил докторскую диссертацию «Экономическая политика фашистской Германии на оккупированной территории и её крах». В 1976 получил аттестат профессора. Одним из достижений Загорулько на должности ректора ВГПИ стал запуск проекта целевой подготовки сельских учителей. В 1975 году был избран почётным профессором Остравского педагогического университета и награждён памятной медалью Яна Амоса Каменского.

### Волгоградский государственный университет
В феврале 1980 года Загорулько был рекомендован Волгоградским обкомом КПСС руководителем ректорской группы создаваемого государственного университета. Минвуз поддержал эту инициативу, и Загорулько приступил к созданию Волгоградского государственного университета.
1 сентября 1980 в университет пришли первые 250 студентов. В тот момент в университете был единственный факультет, на котором готовили специалистов по пяти специальностям. Это был факультет естественных и гуманитарных наук, деканом которого стал Р. Л. Ковалевский . Загорулько руководил ВолГУ в течение 15 лет.
С 1983 по 1995 руководил советом ректоров вузов Волгограда. С 1984 по 1989 был членом Волгоградского обкома партии. В 1984 профессор Загорулько был награждён орденом Дружбы народов, в 1994 ему было присвоено звание «Заслуженный деятель науки Российской Федерации», а в 1995 «Почётный работник высшего образования». В 1996 Указом Президента Российской Федерации «за особые заслуги в деле развития российского образования» Загорулько была назначена персональная пенсия, а в 1998 он стал почётным гражданином Волгограда.

### НИИ проблем экономической истории XX века
С 1995 по 2008 год — директор НИИ проблем экономической истории XX века Волгоградского госуниверситета. Под руководством Загорулько была разработана межвузовская научно-исследовательская программа «Актуальные проблемы экономической истории России XX века». Под редакцией Загорулько стал выходить научный ежегодник «Экономическая история России: проблемы, поиски, решения». Под редакцией Загорулько выпускается региональный научный ежегодник «Стрежень». В 1998 году институт был реорганизован в структурное подразделение ВолГУ
С 2011 года работал советником ректора Волгоградского госуниверситета.
Скончался в ночь на 2 февраля 2021 года в Волгограде после продолжительной болезни

## Личная жизнь
Жена — Загорулько (Березовская) Викторина Гавриловна (1930-20 июля 2020). Дети — Загорулько Алексей Максимович (1956 г.р.), Загорулько Нина Максимовна (1959 г.р.).

## Награды
- Ордена
  - Красной Звезды (1945),
  - Дружбы народов (1984),
  - Отечественной войны I степени (1985),
  - Почёта (2005),
  - Александра Невского (2014).
- Медали:
  - «За отвагу» (1945),
  - «За победу над Германией в Великой Отечественной войне 1941—1945 гг.» (1945),
  - «За взятие Будапешта» (1945),
  - «За победу над Японией» (1945),
  - «Ветеран труда» (1987),
  - Жукова (1996).
- Знак: «25 лет Победы в Великой Отечественной войне» (1970).
- Почётный знак: «Почётный знак СКВВ» (1978).
- Почётное звание: «Заслуженный деятель науки Российской Федерации» (1994).
- Почётный знак: «Почётный работник высшего образованя России» (1995).
- Почётный доктор Волгоградского университета (1994).
- Почётный гражданин города-героя Волгограда (1998).
- Почётный член ученого Совета педагогического факультета в Остраве (ЧССР) (1976).

## Память
Именем Максима Загорулько названа улица в Волгограде.